# Smáratorg 3

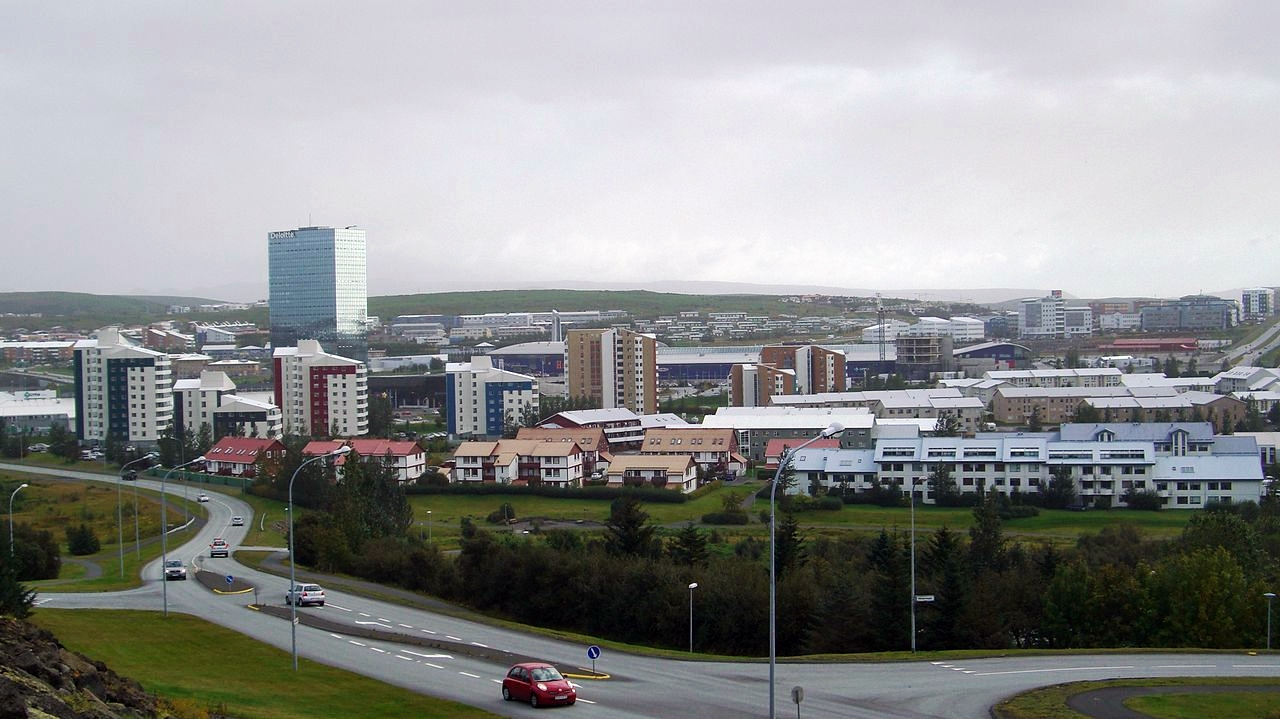
Utsikt över Smáratorg 3 och stadsdelen Smárahverfi i Kópavogur.

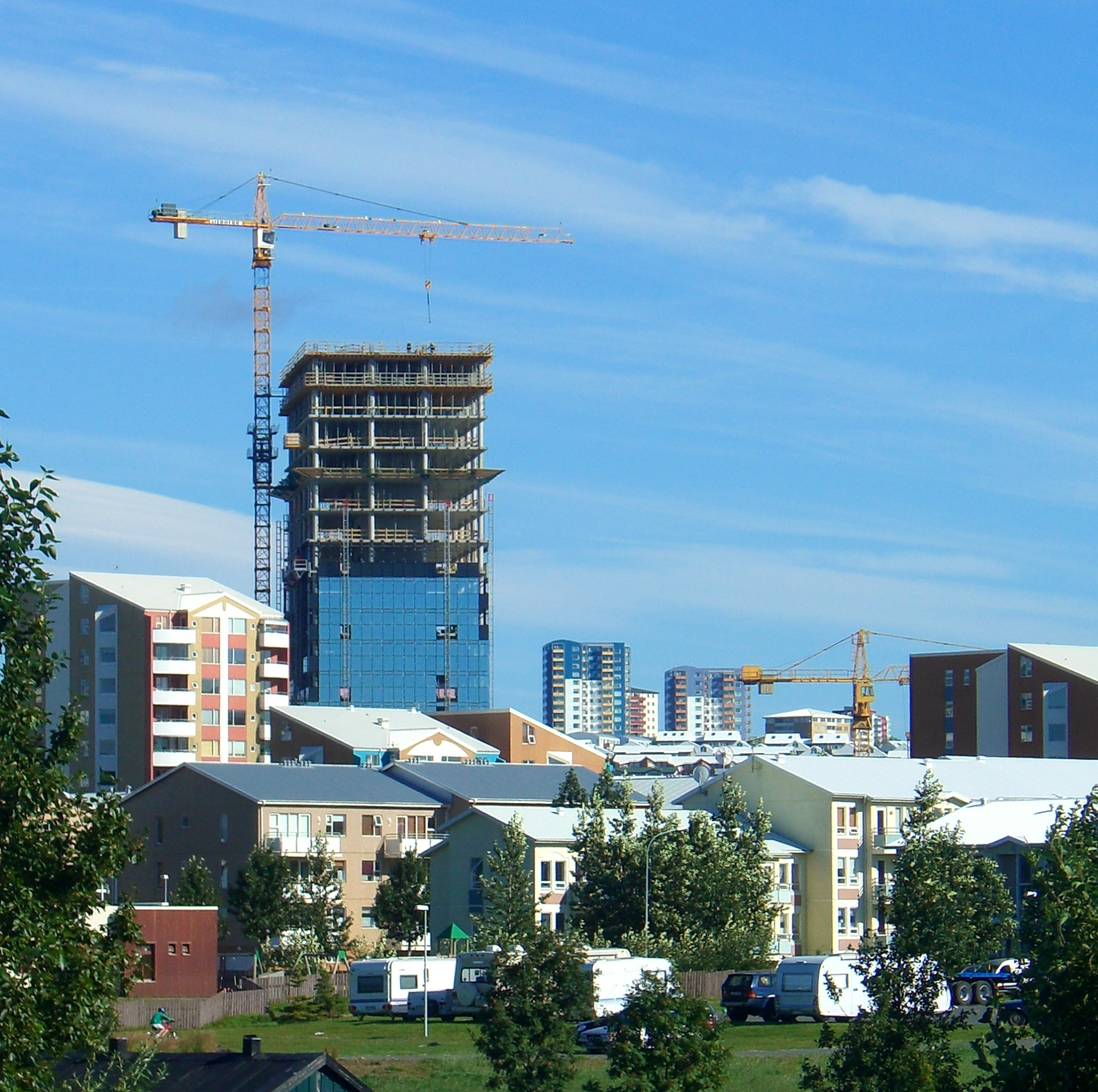
Smáratorg 3 under byggnad, 2007.

Smáratorg 3 (även Smáraturninn) är en kontorsbyggnad i Kópavogur, några kilometer sydväst om Reykjavik på Island. Den är ritad av arkitektfirman Arkís. Byggnaden är 77,6 meter hög (20 våningar) och därmed Islands högsta, TV-master etc oräknade. På andra plats kommer Hallgrimskyrkan. I kontorsbyggnaden har Deloitte sitt kontor på Island.
Byggnaden ligger i Smárahverfi, Kópavogur, där ockdå köpcentret Smáralind ligger. Byggnaden har 20 våningar och är |77,6 meter hög. tall. Huvudentreprenör för bygget var Jáverk. 
Bygget började 2003 och var färdigt 2007. Byggnaden öppnades 11 februari 2008.